# O Mito do Papa de Hitler
O Mito do Papa de Hitler: Como o Papa Pio XII Resgatou Judeus dos Nazistas é um livro de 2005 do historiador americano e rabino David G. Dalin. Foi publicado pela Regnery Publishing.

## Contexto
Em 2001, Joseph Bottum, editor literário do The Weekly Standard, encarregou Dalin de escrever um artigo de revisão geral sobre os livros relacionados ao Papa Pio XII, que foi o centro da controvérsia após o livro de John Cornwell, o Papa de Hitler.
Publicado em fevereiro de 2001, o ensaio de Dalin (posteriormente expandido para o livro) concluiu que Pio XII era um gentio justo que salvou centenas de milhares de vidas durante o Holocausto. Bottum declarou que o ensaio "foi muito além de qualquer reivindicação que eu estivesse disposto a fazer", embora não tenha dito se discordou de alguma das reivindicações do ensaio, e também notou que um revisor do New York Times que "respondeu da forma que eu mais supunha" e "resmungou um pouco mas acabou por concluir que as reivindicações sobre Pio XII eram exageradas e Dalin tinha basicamente razão: o Papa fez "mais do que a maioria para abrigar os judeus"."
O livro de Dalin, O Mito do Papa de Hitler, foi traduzido para italiano, francês, espanhol, português e polonês.

## Conteúdo
Dalin primeiro apresenta evidências para apoiar sua afirmação de que muitos papas ao longo da história defenderam os judeus e que eles refutaram ataques como o libelo de sangue.
Depois, ele chega à parte principal do livro: defender a reputação do Papa Pio XII, apresentando extensa documentação retirada dos arquivos da Igreja e do Estado em toda a Europa. O rabino Dalin sugere que Yad Vashem possa honrar o papa Pio XII como um "gentio justo" e documenta que Pio foi elogiado por muitos líderes judeus de sua época por seu papel em salvar mais judeus do que Schindler. Entre os admiradores de Pio XII estavam o rabino-chefe Yitzhak HaLevi Herzog, da Palestina Pré-Estatal e, mais tarde, o Estado de Israel, os primeiros-ministros de Israel Golda Meir e Moshe Sharett, e o primeiro presidente de Israel, Chaim Weizmann.
Dalin também apresenta Albert Einstein como um dos judeus que elogiaram Pio XII, escrevendo que Einstein "prestou homenagem à coragem do Papa Pio e da Igreja Católica" em um artigo de 23 de dezembro de 1940 na revista Time.

Dalin escreve: 
polêmicas antipapal de ex-seministas como Garry Wills e John Cornwell (autor de Hitler's Pope), de ex-sacerdotes como James Carroll, e ou outros católicos liberais caducos ou irados exploram a tragédia do povo judeu durante o Holocausto para fomentar a sua própria agenda política de forçar mudanças na Igreja Católica de hoje. 
Dalin também argumenta que realmente havia um "clérigo de Hitler", Hajj Amin al-Husseini, o Grande Mufti de Jerusalém, que passou a guerra com Hitler, era amigo de Adolf Eichmann, e mais tarde se tornou mentor de Yasser Arafat.

## Avaliações
Na edição de julho/agosto de 2006 do The American Spectator, Martin Gilbert, biógrafo oficial de Winston Churchill e autor de dez livros sobre o Holocausto, escreve: "Aproveitando as defesas documentadas anteriores de Pio XII... [Dalin] constrói um argumento poderoso para Pio XII, sugerindo que o desejo do Papa João Paulo II de canonizar Pio não precisa ter sido ofensivo – ou insensível – aos judeus, como foi amplamente retratado." Gilbert afirma que "o livro do professor Dalin é uma contribuição essencial para a nossa compreensão da realidade do apoio do Papa Pio XII aos judeus no momento de maior perigo".

Francis Phillips, do Jerusalem Post, escreveu: "(Este) livro, que é robusto, polêmico e argumentativo, emprega muita documentação para mostrar que o retrato do papa como simpatizante e antissemita nazista é, na melhor das hipóteses, grotesco, na pior das hipóteses deliberadamente falsas. ...Dalin fez um excelente trabalho ao defender o recorde de Pio XII em tempos de guerra... Por causa da pesquisa acadêmica do autor, espera-se que a história a longo prazo seja mais amável com a reputação de um homem difamado".